# HMS Constance (1915)
Pour les autres navires du même nom, voir HMS Constance.
Le HMS Constance est un croiseur léger de classe C de la Royal Navy qui a été en service pendant la Première Guerre mondiale. Il faisait partie du groupe Cambrian de la classe C.

## Conception
Les croiseurs de classe C étaient destinés à escorter la flotte et à la défendre contre les destroyers ennemis qui tentaient de se rapprocher à portée de torpilles. Commandée dans le cadre du programme naval de 1914-1915, la sous-classe Cambrian était une version légèrement plus grande et améliorée de la sous-classe Calliope précédente composée des HMS Champion et HMS Calliope, qui, à leur tour, étaient basés sur la sous-classe Caroline. Ils utilisaient la même coque que le HMS Caroline, mais avec deux cheminées et une épaisseur maximale de blindage de 4 pouces (102 mm) contre 3 pouces (76 mm) sur le HMS Caroline.
Les navires avaient une longueur totale de 135,9 m, avec un maître-bau de 12,6 m et un tirant d'eau moyen de 4,5 m. Leur déplacement était de 4 390 tonnes à la normale et de 4 876 tonnes à pleine charge . Ils étaient propulsés par quatre turbines à vapeur Parsons à propulsion directe, chacune entraînant un arbre d'hélice, qui produisaient un total de 40 000 ch (30 000 kW). Les turbines utilisaient de la vapeur produite par six chaudières Yarrow, ce qui donnait au navire une vitesse de 28,5 nœuds (52,8 km/h). Ils transportaient 854 tonnes de mazout. Les navires avaient un équipage de 368 officiers et autres grades
Leur armement principal se composait de trois canons Mk XII de 6 pouces (152 mm) qui étaient montés dans l’axe du navire. Un canon était en avant du pont et les deux derniers étaient à l’arrière, avec un canon surplombant le canon arrière. L’armement secondaire se composait de six canons Mk IV QF de 4 pouces (102 mm), trois de chaque côté, une paire sur le gaillard d'avant et les deux autres paires un pont plus bas au milieu du navire. Pour la défense antiaérienne, ils étaient équipés d’un QF 4 Mk V (102 mm). Les navires avaient également deux tubes lance-torpilles immergés de 21 pouces (533 mm), un sur chaque flanc. Les navires de sous-classe Cambrian étaient protégés par une ceinture blindée au milieu du navire dont l’épaisseur était de 1,5 à 3 pouces (38 à 76 mm) avec un pont blindé de 1 pouce (25 mm). Les murs de leur passerelle étaient de 6 pouces d’épaisseur.

## Carrière
Le HMS Constance fut construit par Cammell Laird à Birkenhead. Sa quille fut posée le 25 janvier 1915, il fut lancé le 12 septembre 1915 et achevé en janvier 1916.

### Première Guerre mondiale
Mis en service dans la Royal Navy en janvier 1916, le HMS Constance est affecté à la 4e Escadre de croiseurs légers de la Grand Fleet de sa mise en service jusqu’en 1919, prenant part à la bataille du Jutland du 31 mai au 1er juin 1916.

### Après-guerre
Après la fin de la Première Guerre mondiale, le HMS Constance est affecté à la 8e Escadre de croiseurs légers de la North America and West Indies Station de 1919 à 1926, puis de nouveau en service à Devonport en janvier 1923 pour poursuivre ce service. De septembre 1926 à décembre 1927, il subit une remise en état à Chatham Dockyard, devenant à son achèvement le navire amiral de la réserve de Portsmouth. De 1928 à novembre 1930, il est affecté à la 5e Escadre de croiseurs de la China Station.
En mars 1931, le HMS Constance est déclassé, transféré à la Flotte de réserve et placé en réserve à Portsmouth, où il reste en réserve jusqu’en juillet 1935.

### Élimination
Le HMS Constance a été vendu en janvier 1936 ou le 8 juin 1936 (les sources diffèrent sur la date) à Arnott Young, de Dalmuir, en Écosse, pour démolition.